# فابيان دي كايزر
فابيان دي كايزر (بالهولندية: Fabian de Keijzer)‏ هو لاعب كرة قدم هولندي في مركز حراسة المرمى، ولد في 10 مايو 2000 في لوسدن في هولندا. لعب مع يونج إف سي أوتريخت.

## وصلات خارجية
- فابيان دي كايزر على موقع قاعدة بيانات كرة القدم.إي يو (الإنجليزية)
- فابيان دي كايزر على موقع Soccerway.com (الإنجليزية)